# St. Nicholas at Wade
St. Nicholas at Wade es una parroquia civil y un pueblo del distrito de Thanet, en el condado de Kent (Inglaterra).

## Geografía
Según la Oficina Nacional de Estadística británica, St. Nicholas at Wade tiene una superficie de 14,34 km².

## Demografía
Según el censo de 2001, St. Nicholas at Wade tenía 782 habitantes (47,95% varones, 52,05% mujeres) y una densidad de población de 54,53 hab/km². El 20,08% eran menores de 16 años, el 70,59% tenían entre 16 y 74 y el 9,34% eran mayores de 74. La media de edad era de 43,25 años. Del total de habitantes con 16 o más años, el 19,52% estaban solteros, el 59,04% casados y el 21,44% divorciados o viudos.
El 96,17% de los habitantes eran originarios del Reino Unido. El resto de países europeos englobaban al 1,66% de la población, mientras que el 2,17% había nacido en cualquier otro lugar. Según su grupo étnico, el 98,09% eran blancos, el 1,15% mestizos, el 0,38% asiáticos y el 0,38% negros. El cristianismo era profesado por el 80,03%, mientras que el 11,73% no eran religiosos y el 8,25% no marcaron ninguna opción en el censo.
353 habitantes eran económicamente activos, 344 de ellos (97,45%) empleados y 9 (2,55%) desempleados. Había 343 hogares con residentes, 13 vacíos y 5 eran alojamientos vacacionales o segundas residencias.